# بزرگراه کمربندی تبریز

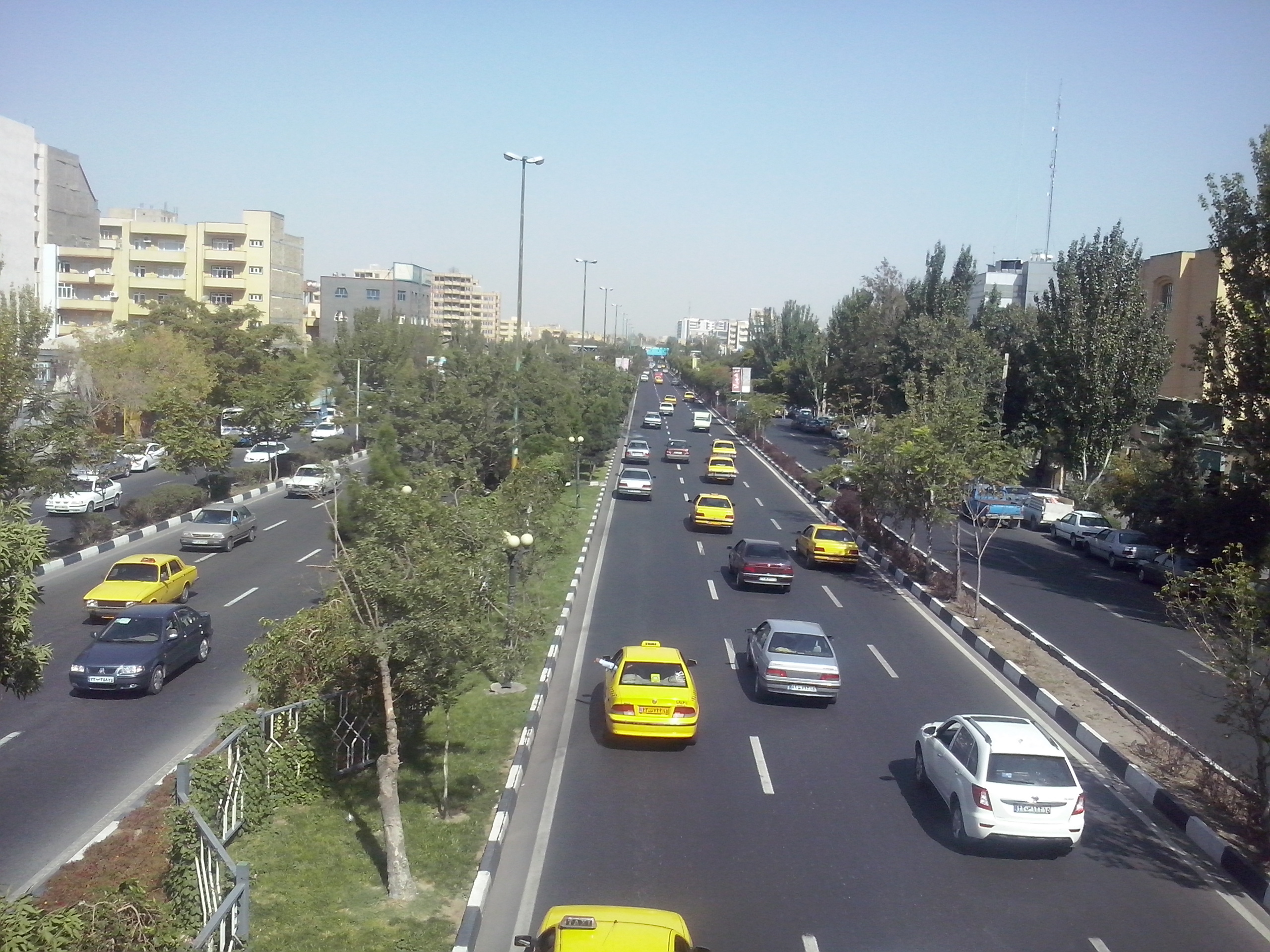
بزرگراه کمربندی تبریز، به طرف نصف راه.

بزرگراه کمربندی تبریز، یک بزرگراه کمربندی در تبریز است که با طول ۲۲ کیلومتر، بزرگراه پاسداران (خروجی یوسف‌آباد) را از طریق بزرگراه آزادی، به میدان آذربایجان متصل می‌کند. این کمربندی، در واقع متشکل از چند بزرگراه به هم پیوسته شامل بزرگراه شهید رجایی، بلوار هفت تیر، بزرگراه آزادی و بزرگراه آذربایجان است.
تعداد لاین‌های حرکتی در این مسیر ۳ لاین در هر مسیر رفت و برگشت است که در برخی از بخش‌ها به ۶ لاین در هر مسیر می‌رسد.

## تقاطع‌های غیرهم‌سطح

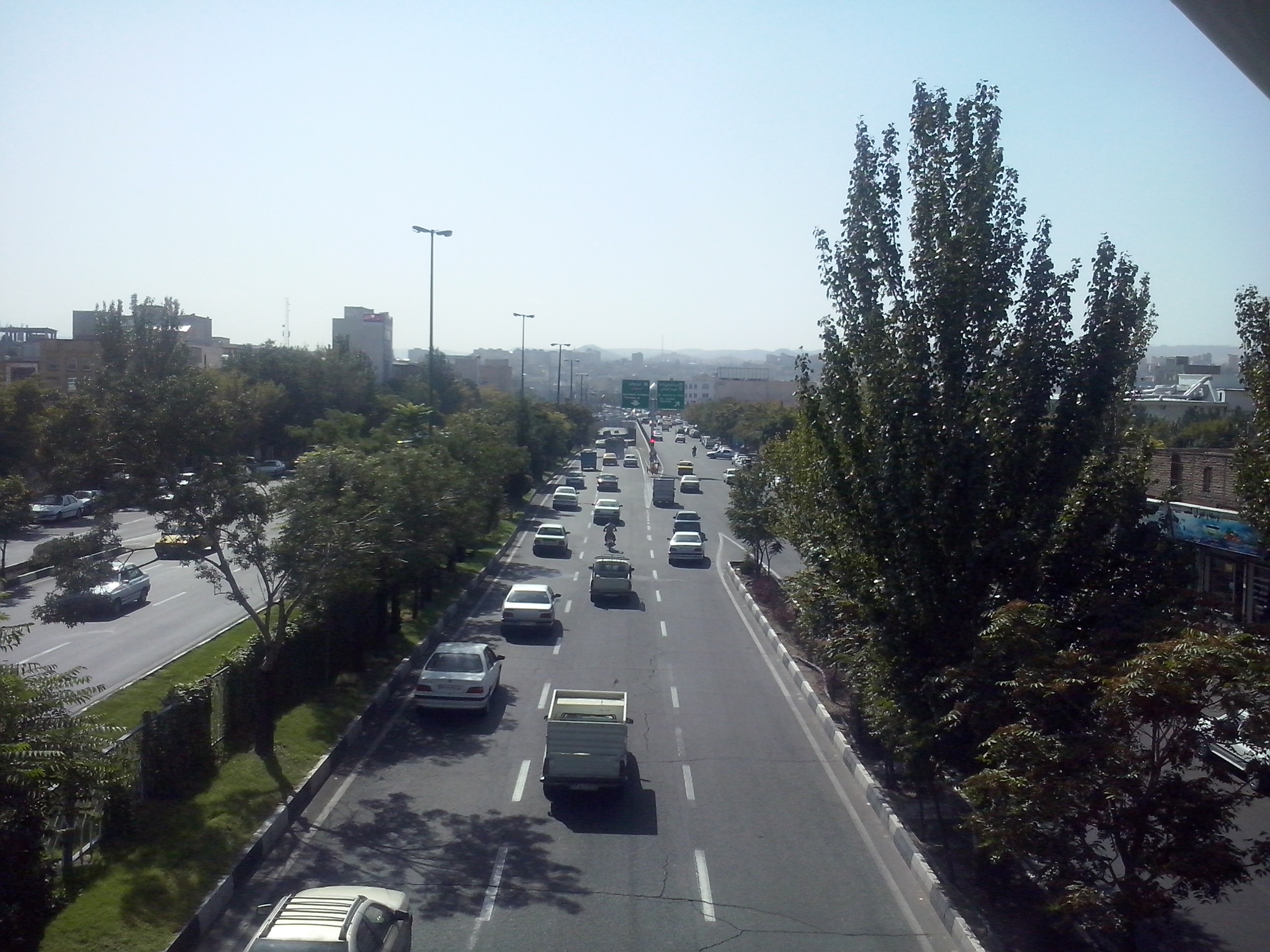
بزرگراه کمربندی تبریز، زیرگذر لاله.

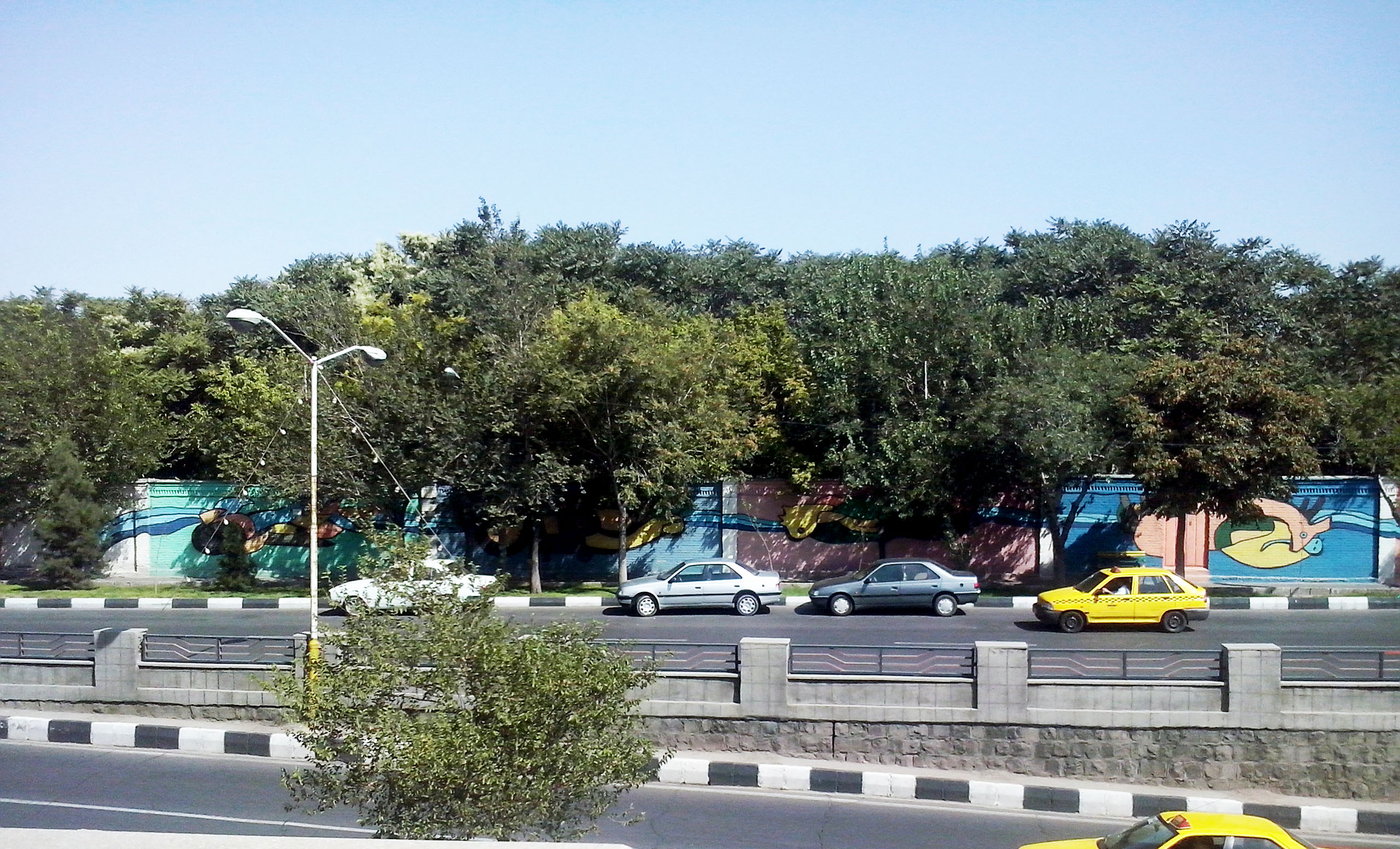
بزرگراه کمربندی تبریز، زیرگذر حکیم‌نظامی، مقابل کنسولگری سابق آمریکا در تبریز.

در طول این مسیر، جمعاً ۱۱ تقاطع غیرهم‌سطح وجود دارد که عبارتند از:
1. روگذر عباسی
2. روگذر آبرسان
3. زیرگذر مارالان
4. زیرگذر طالقانی
5. زیرگذر حکیم نظامی (شهناز)
6. روگذر ابوریحان
7. زیرگذر لاله
8. روگذر نصف راه
9. روگذر قدس
10. روگذر بهار
11. زیرگذر استاد جعفری